# Bengt Rääf
Bengt Leonard Rääf (i riksdagen kallad Rääf i Forsnäs), född 21 februari 1842 i Sunds församling, Östergötlands län, död 30 januari 1890 i Eksjö, Jönköpings län (folkbokförd i Sunds församling, Östergötlands län), var en svensk godsägare och riksdagsman. Han tillhörde ätten Rääf i Småland och var son till Leonhard Fredrik Rääf.
Rääf var godsägare på Forsnäs i Ydre. Som politiker var han ledamot av riksdagens första kammare 1879–1886 för Östergötlands län.